# Portland (Tennessee)
Pour les articles homonymes, voir Portland.
Portland est une municipalité américaine principalement située dans le comté de Sumner au Tennessee. Lors du recensement de 2010, sa population est de 11 480 habitants.

## Géographie
La municipalité s'étend sur 14,28 milles carrés (36,99 km2). Une petite partie du territoire municipal s'étend sur le comté voisin de Robertson : 0,77 mille carré (1,99 km2) pour 57 habitants.

## Histoire
La famille de Thomas Buntin s'installe sur ces terres au début du XIXe siècle. Lorsque le Louisville and Nashville Railroad traverse ces terres en 1859, elle y implante une gare (Richland Station) et Buntin devient le receveur des postes. Pour éviter toute confusion avec un autre Richland, la localité est renommée Portland. Elle devient une municipalité en 1905.
L'économie locale est longtemps liées à la culture de la fraise et un festival de la fraise s'y tient tous les ans. Aujourd'hui, elle est davantage marquée par les entrepôts de distribution et l'industrie.

## Démographie
La population de Portland est estimée à 12 522 habitants au 1er juillet 2016.
Le revenu par habitant était en moyenne de 20 646 dollars par an entre 2012 et 2016, en-dessous de la moyenne du Tennessee (26 019 dollars) et de la moyenne nationale (29 829 dollars). Sur cette même période, 16,9 % des habitants de Portland vivaient sous le seuil de pauvreté (contre 15,8 % dans l'État et 12,7 % à l'échelle des États-Unis).